# Girolamo Aleandro
Girolamo Aleandro (Motta di Livenza, 13 de febrero de 1480 - Roma, 1 de febrero de 1542), también llamado el «anciano» o el «mayor» para diferenciarlo de su sobrino Girolamo Aleandro «el joven», fue un diplomático y humanista italiano, creado cardenal por el papa Paulo III en 1536.

## Origen y formación
Girolamo Aleandro nació en el seno de una familia que pertenecía a la pequeña nobleza frulana, sus padres eran Francesco, médico y filósofo, y Bartolomea Antonelli, de la familia noble veneciana de los Bonfili. Sus primeros estudios los realizó en Pordenone, Padua y Venecia, demostrando en ellos un facilidad para aprender idiomas, conoció el griego, el latín, el sirio, el hebreo y el caldeo. Se interesó por la cultura humanista de su tiempo. Conoció personalmente a Erasmo de Róterdam, con quien convivió un tiempo en Venecia. En 1511 se doctoró en Artes.

## Carrera eclesiástica

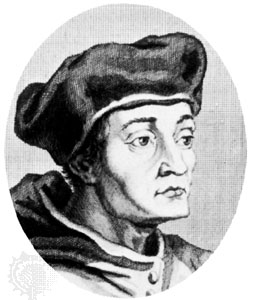
Girolamo Aleandro (también Hieronymus o Jerome Aleander) (13 de febrero de 1480 - 1 de febrero de 1542) fue un cardenal italiano y el primer cardenal designado inspector.

Aleandro tenía las capacidades para acceder a la carrera eclesiástica, pero como no tenía protectores, normalmente necesarios en la época, se transfirió a París, donde fue nombrado rector de la universidad en 1513, donde se dedicó a la publicación de libros clásicos, especialmente en griego, publicó igualmente una gramática griega de su autoría. Al no ganar mucho dinero, ofreció sus servicios al obispo de París, Etienne Poncher, y luego hacia el 1515, al obispo príncipe de Lieja, Érard de La Marck, que lo colmó de beneficios, que le aseguraban mil francos anuales.
Se dirigió a Roma para negociar el capelo cardenalicio para su patrón. Estando allí se puso al servicio de Julio de Médici quien le aseguró el puesto de bibliotecario de la Palatina. En Roma tuvo varios hijos. En 1520 fue encargado de publicar la bula Exsurge Domine, contra las 95 tesis de Martín Lutero; y tomó parte en la dieta de Worms, como nuncio extraordinario, donde «reveló su incapacidad de acoger el sentido de la reforma de Lutero, en quien vio solo un rebelde a la autoridad. A pesar de su cultura y su experiencia no fue capaz de ver las consecuencias». Pensó que era posible resolverlo por la vía política, sin necesidad de convocar un concilio, al que siempre se mostró contrario.

### Obispo de Brindis
Al ser elegido papa, su protector Julio de Médici, Clemente VII, entró en contacto con Juan Mateo Giberti y Gian Pietro Carafa, y en agosto de 1524 le nombró arzobispo de Brindis, fue ordenado sacerdote dos meses después por Carafa. Fue consagrado obispo posiblemente el 28 de febrero de 1528.
El Papa lo envió después como nuncio en la corte del rey Francisco I de Francia. Fue hecho prisionero junto con el monarca en la batalla de Pavía en 1525, y fue dejado en libertad luego de pagar el rescate. Estos últimos hechos, significaron un cambio de vida para Aleandro. Pronto se adhirió al partido de los clérigos que buscaban la reforma de la Iglesia, de hecho, hizo parte de la comisión creada por Paulo III para revisar los abusos cometidos por la Iglesia y las posibles soluciones en vista de una reforma, el resultado de dicha comisión fue el memorial Consilium de emendanda Ecclesia.

### Cardenal
El 22 de diciembre de 1536 fue creado cardenal in pectore por el papa Paulo III, el anuncio público se hizo el 13 de marzo de 1538, haciéndole titular, como cardenal presbítero de San Ciriaco alle Terme Diocleziane, una semana después, fue cambiado a la Basílica de San Crisógono. 
En 1541, Aleandro renunció al arzobispado de Brindis, siendo consecuente con lo declaró en el documento de reforma presentado a Paulo III, que los cargos de cardenal y obispo eran incompatibles, puesto que aquel requería residencia en Roma y este la residencia en su diócesis. Quiso participar en el concilio de Trento, pero murió antes de la apertura, el 1 de febrero de 1542. Inicialmente fue enterrado en la Basílica de San Crisógono, pero luego sus restos fueron llevados a su ciudad natal de Motta di Livenza, siendo depositados en la iglesia de San Nicolás.